# Dernière danse
„Dernière danse” este un cântec interpretat de cântăreața franceză Indila. Acesta este primul single din albumul ei de debut, Mini World. Clipul video a fost filmat în noiembrie 2013, premiera având loc pe 4 decembrie 2013.

## Performanțe
Pe 1 martie 2014, s-a clasat pe locul 1 în topurile grecești, rămânând pe această poziție timp de șapte săptămâni.

### Clasamente săptămânale
| Clasament (2014)                | Poziția maximă |
| ------------------------------- | -------------- |
| Belgia (Ultratop 50 Flanders)   | 5              |
| Belgia (Ultratop 50 Wallonia)   | 2              |
| Cehia (Rádio Top 100)           | 39             |
| Franța (SNEP)                   | 2              |
| Germania (Media Control Charts) | 98             |
| Greece (Billboard)              | 1              |
| Israel (Media Forest)           | 1              |
| Elveția (Schweizer Hitparade)   | 19             |